# 阿来 (作家)
阿来（1959年—），男，藏族嘉绒人。，中国大陆作家，以《尘埃落定》一書获得第五届茅盾文学奖。曾任《科幻世界》杂志社长。

## 生平
阿来出生在四川省阿坝藏族羌族自治州藏区的马尔康县，他母亲是藏族，父亲是回族。马尔康县俗称“四土”，即四个土司统辖之地。毕业于马尔康师范学院，1982年开始诗歌创作，80年代中后期转向小说创作。曾于1999至2006年间任成都《科幻世界》杂志主编、总编及社长。
2000年，其第一部长篇小说《尘埃落定》奪第5屆茅盾文学奖，是史上第二年輕（僅次於第1屆的古華）的得主，也是首位得獎藏族作家。2009年3月，阿来当选为四川省作协主席。2018年2月24日，当选为第十三届全国人大代表。

## 主要作品

### 短篇小说集
- 《旧年的血迹》1989作家出版社
- 《月光下的银匠》2001上海文艺出版社
- 《阿坝阿来》2004中国工人出版社
- 《尘埃飞扬》2005四川文艺出版社

### 长篇小说
- 《尘埃落定》1998人民文学出版社（获第五届茅盾文学奖）
- 《格萨尔王》2009重庆出版社
- 《瞻对》长篇非虚构作品2014四川文艺出版社
- 《机村史诗》（六部曲）2018 浙江文艺出版社
  - 《随风飘散》**《天火》**《达瑟与达戈》**《荒芜》**《轻雷》**《空山》
- 《云中记》2019年北京十月文艺出版社（获得长篇小说选刊杂志社举办的第四届长篇小说年度金榜[4]）

### 中篇小说
- 《蘑菇圈》2015长江文艺出版社（获第七届鲁迅文学奖）[5]

### 散文
- 《大地的阶梯》2005四川文艺出版社
- 《大地的语言》2018四川文艺出版社
- 《语自在》2015重庆出版社

### 诗集
《梭磨河》1991四川民族出版社

### 文集
- 《阿来文集》共四卷，2001人民文学出版社。长篇、中短篇、散文随笔、诗文各一卷。
- 《阿来散文集》共五卷，2019陕西师范大学出版社

## 外部連結
- 阿来的新浪微博
- 阿来的新浪博客

| 文化職務        | 文化職務                         | 文化職務 |
| --------------- | -------------------------------- | -------- |
| 前任者： 马识途 | 四川省作家协会主席 2009年2月27日 | 現任     |